# Meoneura flabella
Meoneura flabella är en tvåvingeart som beskrevs av Miguel Carles-Tolrá 1992. 
Meoneura flabella ingår i släktet Meoneura och familjen kadaverflugor. Artens utbredningsområde är Spanien. Inga underarter finns listade i Catalogue of Life.